# Safiental
Safiental es una comuna suiza del cantón de los Grisones en la región de Surselva. Surgió el 1 de enero de 2013 a partir de la fusión de las antiguas comunas de Valendas, Versam, Safien y Tenna.